# تشاك توماس
تشاك توماس (بالإنجليزية: Chuck Thomas)‏ هو لاعب كرة قدم أمريكية أمريكي، ولد في 24 ديسمبر 1960 في هيوستن في الولايات المتحدة.

## وصلات خارجية
- تشاك توماس على موقع مرجع كرة القدم المحترفة.كوم (الإنجليزية)